# Dieter Scheiff
Dieter Christian Scheiff (* 8. Juni 1952 in Koblenz) war Vorstandsvorsitzender (CEO) der Firma Adecco.

## Leben
Der Sohn eines Fotofachverkäufers und einer Grundschullehrerin machte während seiner Lehre zum Industriekaufmann in Aachen das Abitur an einer Abendschule. Anschließend studierte er Betriebswirtschaftslehre an der Fachhochschule Aachen und schloss als graduierter Betriebswirt ab.
Bei seinem ersten Arbeitgeber, dem US-Unternehmen 3M, blieb er 1979 bis 1998 und übernahm verschiedene Funktionen von Marketing über Verkauf bis zum „Managing Director“. Nach einem dreijährigen Abstecher zum Pharma-Konzern Johnson & Johnson (1998–2001), von 1998 bis 2000 als Geschäftsführer von „Johnson & Johnson Cordi“, im dritten Jahr als Vice President Europe, ging er in die Zeitarbeitsbranche.
Er begann im Mai 2001 bei der deutschen DIS AG als Vorstand Vertrieb/Marketing und war seit Mai 2002 Vorstandsvorsitzender. Als die DIS AG im Jahr 2006 von Adecco übernommen wurde, dem weltweit größten Zeitarbeitsunternehmen mit einem Umsatz von weltweit über 20 Milliarden Euro (2006), wurde Scheiff auch dort zum Vorstandsvorsitzenden ernannt.
Am 2. April 2009 verließ er Adecco.
Im Jahr 2010 verstärkte er die Schweizer Investorengruppe Ufenau Capital Partners (ehemals Constellation) als Industrie Partner und ab 2012 als Verwaltungsrat und Managing Partner.
Scheiff ist verheiratet und Vater von drei Kindern.